# Dok svira radio
Dok svira radio (1988.) je treći album hrvatskog pjevača Borisa Novkovića koji sadrži 7 pjesama.

## Pjesme
1. "Dok svira radio"
2. "Padam, padam"
3. "Nisam tebe zbario"
4. "Ljuljaj se u ritmu"
5. "Twist ispod duge"
6. "Sunce na zapadu"
7. "S tobom mi je najbolje"